# Ландольфи, Марио
Марио Ландольфи (итал. Mario Landolfi; род. 6 июня 1959, Мондрагоне, Кампания) — итальянский политик, министр связи (2005—2006).

## Биография
Родился 6 июня 1959 года в Мондрагоне. Профессиональный журналист, после избрания в Палату депутатов от Национального альянса неизменно входил в Комиссию по надзору за компанией RAI и некоторое время возглавлял её. 23 апреля 2005 года, третий созыв подряд являясь депутатом, назначен министром связи в третьем правительстве Берлускони.
17 мая 2006 года сформировано второе правительство Проди, в котором Ландольфи не получил никакого назначения.
В преддверии парламентских выборов 2013 года Ландольфи не был включён в списки Народа свободы в Кампании.
В марте 2013 года по окончании политической карьеры вернулся на должность одного из редакторов газеты Secolo d'Italia и в 2014 году вместе с несколькими другими бывшими парламентариями сохранил работу с меньшей нагрузкой и оплатой, когда финансовое положение издания значительно ухудшилось. Эта ситуация спровоцировала критику, поскольку следственные органы подозревали Ландольфи в коррупции и связях с каморрой.